# Ихарам

Малаяли акшарамал

Ихара́м (малаял. ഇകാരം) — и, третья буква алфавита малаялам, обозначает короткий неогубленный гласный переднего ряда верхнего подъёма, используется в начале слова, внутри слова ихарам передаётся с помощью контактного диакритического знака валли ി. В традиционном написании, однако, часто и в начале слова буква опускается, и звук передается с помощью подстрочной петли, оставляемой под первой согласной.